# Orlovača (sljeme, Trtar)
Orlovača je sljeme na brdu Trtru. Vrlo je zanimljivo planinarima, premda nije najviše sljeme. U blizini Orlovače nalazi se planinarsko sklonište Zlatko Prgin. Žig Orlovače ili Krtolina ravnopravno vrijedi na Trtru kao KT HPO. Na vrhu je kutija s upisnom knjigom i žigom. 
S Orlovače se vidi do Velebita, planina u BiH, Kornata i otoka Svetca. Za pristup do vrha prikladni su Poučni ekološki put Ante Frua te cesta izgrađena za potrebe kamenoloma i vjetroelektrane.